# Ariosoma marginatum
Ariosoma marginatum es una especie de pez del género Ariosoma, familia Congridae, orden Anguilliformes. Fue descrita científicamente por Vaillant & Sauvage en 1875.
Es una especie inofensiva para el ser humano.

## Descripción
La longitud total es de 38 centímetros.

## Distribución
Se distribuye por el Pacífico centro-oriental: Hawái. Pacífico Noroccidental: monte submarino Ladd. Puede alcanzar los 490 metros de profundidad.